# Poráč
Poráč este o comună slovacă, aflată în districtul Spišská Nová Ves din regiunea Košice. Localitatea se află la altitudinea de 771 m deasupra n.m., se întinde pe o suprafață de 18,85 km2 și în 2017 număra 954 de locuitori.

## Istoric
Localitatea Poráč este atestată documentar din 1277.

## Demografie
| An:                | 1994 | 2004   | 2014   | 2024   |
| ------------------ | ---- | ------ | ------ | ------ |
| Număr de persoane: | 982  | 1038   | 997    | 1011   |
| Diferență:         |      | +5,70% | −3,94% | +1,40% |

| An:                | 2023 | 2024   |
| ------------------ | ---- | ------ |
| Număr de persoane: | 1009 | 1011   |
| Diferență:         |      | +0,19% |